# Mogura
株式会社Moguraは、バーチャル・リアリティやメタバースに関連する事業を行う日本の企業。

## 沿革
創業者の久保田瞬が2014年から個人事業として展開していたインディーゲーム主体のゲームメディア「もぐらゲームス」を前身としており、法人の発足以降は同サイトの運営を引き継いでいる。

## 事業
メタバースの動向分析やコンサルティングを手掛けている他、VR、AR、MR専門メディアであるニュースサイト「Mogura VR」を運営している。

## 開発
2023年7月12日、デンソーの依頼で「空飛ぶクルマAR」というARシステムを開発した。
鳥取県倉吉市と小田急電鉄と協力して、メアバースである「バーチャル倉吉」を制作している。